# هكساسين
هكساسين هو هيدروكربون عطري متعدد الحلقات يتألف من ست حلقات بنزين مندمجة مع بعضها بشكل خطّي وبأسلوب مترافق. ينتمي المركب بنيوياً إلى مجموعة الأسينات؛ ويعد من أشباه الموصلات العضوية، وهو مركب غير مستقر.

## التحضير
تعود أول تقارير عن اصطناع الهكساسين إلى سنة 1939، وفي سنة 1955 ظهرت طريقة أخرى للتحضير عن طريق نزع هيدروجين من مركب hexacosadehydrohexacene وذلك بوجود حفاز من البالاديوم على الكربون.
كل المحالاولات السابقة لاصطناع المركب لم يمكن إعادة إجرائها، إلى أن تمكنت مجموعة بحث سنة 2007 من نشر عملية تحضير الهكساسين غير المستبدل اعتماداً على نزع كربونيل من مركب طليعي ثنائي الكيتون باستخدام التحفيز الضوئي:
نظراً لعدم استقرار المركب فهو يخضع لتفاعل ديمرة حتى في تراكيز ضئيلة أقل من 10−4 M، حيث يتشكل البيروكسيد الموافق. يمكن إبطاء هذه التفاعلات الجانبية بإجراء التفاعل في وسط من شبكة بوليميرية من بولي ميثيل ميثاكريلات (PMMA). كما ظهرت تقارير أخرى عن إمكانية إجراء الاصطناع من مركب طليعي أحادي الكيتون بأسلوب الاصطناع في الحالة الصلبة.

## الخواص
الهكساسين هو مركب غير مستقر، وأظهرت دراسة أجريت سنة 1982 أن المركب يبدي لوناً أخضر مزرق، ويتفكك عند الدرجة 380 °س.

## اقرأ أيضاً
- أسينات (كيمياء)